# Verbo transitivo direto-indireto
Os verbos transitivos diretos-indiretos (também denominados bitransitivos) são aqueles que são  utilizados com dois objetos: um direto, outro indireto, concomitantemente. Exemplos:
- "No inverno, Dona Cleia dava roupa e comida aos pobres."
  - objeto direto: roupa e comida
  - objeto indireto: aos pobres
- "A empresa fornece comida aos trabalhadores da firma."
  - objeto direto: comida
  - objeto indireto: aos trabalhadores da firma
- "Oferecemos flores à noiva."
  - objeto direto: flores
  - objeto indireto: à noiva
- "Ceda o lugar aos mais velhos."
  - objeto direto: o lugar
  - objeto indireto: aos mais velhos
- "Perdoa-lhe tudo." [= "Perdoa tudo a ele."]
  - objeto direto: tudo
  - objeto indireto: lhe
- "Ensinamos técnicas agrícolas aos camponeses."
  - objeto direto: técnicas agrícolas
  - objeto indireto: aos camponeses
- "O século XX familiarizou o homem com a máquina."
  - objeto direto: o homem
  - objeto indireto: com a máquina

Entre os principais verbos transitivos diretos e indiretos, estão: atirar, atribuir, dar, doar, ceder, apresentar, ofertar, oferecer, pedir, prometer, explicar, ensinar, proporcionar, perdoar, pagar, preferir, devolver, chamar, entregar, perguntar, informar, aconselhar, propor, prevenir, relatar, narrar.